# Draft 2013 de la NFL
2012 2014
La draft 2013 de la NFL est la 78e draft annuelle de la National Football League, permettant aux franchises de football américain de sélectionner des joueurs universitaires éligibles pour jouer professionnels. Elle s'est déroulée entre le 25 et le 27 avril 2013 au Radio City Music Hall de New York.
Eric Fisher, offensive tackle des Chippewas de Central Michigan, est sélectionné à la première position par les Chiefs de Kansas City, devenant le premier non-quarterback depuis Jake Long en 2008 à être sélectionné aussi haut.

## Draft
La Draft se compose de 7 tours, qui permettent 32 choix chacun (soit un par équipe en principe).
L'ordre des franchises est normalement décidé pour chaque tour par leurs résultats au cours de la saison précédente : plus une équipe a réussi sa saison, plus son choix de draft sera tardif, et inversement. Par exemple, les Chiefs de Kansas City, avec le pire bilan de la saison 2012 avec 2 victoires contre 14 défaites, obtiennent le premier choix de draft, et le premier choix de chaque tour. À l'inverse les Ravens de Baltimore, vainqueurs du Super Bowl XLVII et donc champions en titre, obtiennent le 32e et dernier choix de chaque tour. À noter que pour les franchises possédant un bilan similaire, leurs positions s'alternent à chaque tour : ainsi, les Chiefs et les Jaguars de Jacksonville, ayant fini toutes les deux à 2-14, alternent les premiers et deuxième choix de chaque tour.
Les choix de draft peuvent aussi être échangés entre les équipes, contre d'autres choix de draft ou même des joueurs, ce qui explique que certaines franchises aient plusieurs choix ou même aucun durant un tour.
Les franchises peuvent enfin recevoir des choix de compensations en fin de tour, qui permettent à des équipes ayant perdu plus de joueurs qu'ils ne pouvaient en acquérir à l'inter-saison d'effectuer une sélection supplémentaire.
- ° : Intronisé au Pro Football Hall of Fame
- † : Joueur sélectionné pour le Pro Bowl

### 1ertour
Les joueurs choisis au 1er tour.
| Choix | Équipe                        | Joueur                  | Poste            | Université                              | Notes                       |
| ----- | ----------------------------- | ----------------------- | ---------------- | --------------------------------------- | --------------------------- |
| 1     | Chiefs de Kansas City         | Eric Fisher †           | Offensive tackle | Chippewas de Central Michigan           |                             |
| 2     | Jaguars de Jacksonville       | Luke Joeckel            | Offensive tackle | Aggies de Texas A&M                     |                             |
| 3     | Dolphins de Miami             | Dion Jordan             | Defensive end    | Ducks de l'Oregon                       | Raiders → Dolphins,         |
| 4     | Eagles de Philadelphie        | Lane Johnson †          | Offensive tackle | Sooners de l'Oklahoma                   |                             |
| 5     | Lions de Détroit              | Ezekiel Ansah †         | Defensive end    | Cougars de BYU                          |                             |
| 6     | Browns de Cleveland           | Barkevious Mingo        | Defensive end    | Tigers de LSU                           |                             |
| 7     | Cardinals de l'Arizona        | Jonathan Cooper         | Offensive guard  | Tar Heels de la Caroline du Nord        |                             |
| 8     | Rams de Saint-Louis           | Tavon Austin            | Wide receiver    | Mountaineers de la Virginie-Occidentale | Bills → Rams,               |
| 9     | Jets de New York              | Dee Milliner            | Cornerback       | Crimson Tide de l'Alabama               |                             |
| 10    | Titans du Tennessee           | Chance Warmack          | Offensive guard  | Crimson Tide de l'Alabama               |                             |
| 11    | Chargers de San Diego         | D. J. Fluker            | Offensive tackle | Crimson Tide de l'Alabama               |                             |
| 12    | Raiders d'Oakland             | D. J. Hayden            | Cornerback       | Cougars de Houston                      | Dolphins → Raiders          |
| 13    | Jets de New York              | Sheldon Richardson †    | Defensive tackle | Tigers du Missouri                      | Buccaneers → Jets,          |
| 14    | Panthers de la Caroline       | Star Lotulelei          | Defensive tackle | Utes de l'Utah                          |                             |
| 15    | Saints de La Nouvelle-Orléans | Kenny Vaccaro           | Strong safety    | Longhorns du Texas                      |                             |
| 16    | Bills de Buffalo              | E. J. Manuel            | Quarterback      | Seminoles de Florida State              | Rams → Bills                |
| 17    | Steelers de Pittsburgh        | Jarvis Jones            | Linebacker       | Bulldogs de la Géorgie                  |                             |
| 18    | 49ers de San Francisco        | Eric Reid †             | Free safety      | Tigers de LSU                           | Cowboys → 49ers,            |
| 19    | Giants de New York            | Justin Pugh             | Offensive tackle | Orange de Syracuse                      |                             |
| 20    | Bears de Chicago              | Kyle Long †             | Offensive guard  | Ducks de l'Oregon                       |                             |
| 21    | Bengals de Cincinnati         | Tyler Eifert †          | Tight end        | Fighting Irish de Notre-Dame            |                             |
| 22    | Falcons d'Atlanta             | Desmond Trufant (en) †  | Cornerback       | Huskies de Washington                   | Redskins → Rams, → Falcons, |
| 23    | Vikings du Minnesota          | Sharrif Floyd (en)      | Defensive tackle | Gators de la Floride                    |                             |
| 24    | Colts d'Indianapolis          | Bjoern Werner (en)      | Defensive end    | Seminoles de Florida State              |                             |
| 25    | Vikings du Minnesota          | Xavier Rhodes †         | Cornerback       | Seminoles de Florida State              | Seahawks → Vikings,         |
| 26    | Packers de Green Bay          | Datone Jones            | Defensive end    | Bruins d'UCLA                           |                             |
| 27    | Texans de Houston             | DeAndre Hopkins †       | Wide receiver    | Tigers de Clemson                       |                             |
| 28    | Broncos de Denver             | Sylvester Williams      | Defensive tackle | Tar Heels de la Caroline du Nord        |                             |
| 29    | Vikings du Minnesota          | Cordarrelle Patterson † | Wide receiver    | Volunteers du Tennessee                 | Patriots → Vikings,         |
| 30    | Rams de Saint-Louis           | Alec Ogletree           | Linebacker       | Bulldogs de la Géorgie                  | Falcons → Rams              |
| 31    | Cowboys de Dallas             | Travis Frederick †      | Centre           | Badgers du Wisconsin                    | 49ers → Cowboys             |
| 32    | Ravens de Baltimore           | Matt Elam (en)          | Strong safety    | Gators de la Floride                    |                             |

#### Échanges1ertour
1. ↑    1. 3 Oakland échange cette sélection avec Miami en échange de la sélection du premier tour de Miami (12e) et de la sélection du second tour (42e).
2. ↑    1. 8 Buffalo échange cette sélection et une sélection de troisième tour (71e) avec Saint-Louis en échange des choix de premier (16e), deuxième (46e), troisième (78e) et septième (222e) tour de Saint-Louis.
3. ↑    1. 12 voir #3 Raiders → Dolphins
4. ↑    1. 13 Tampa Bay négocie cette sélection et une sélection conditionnelle à mi-parcours en 2014 avec les Jets en échange du cornerback Darrelle Revis. Le choix conditionnel devient le choix du quatrième tour de Tampa (104e), plutôt qu'un troisième tour, lorsque les Bucs libèrent Revis avant le début de la saison 2014, en mars.
5. ↑    1. 16 voir #8 Bills → Rams
6. ↑    1. 18 Dallas échange cette sélection avec San Francisco en échange des sélections du premier (31e) et du troisième (74e) tour de San Francisco.
7. ↑    1. 22 Washington échange cette sélection, les sélections des premier et deuxième tours de la draft 2012 et leur sélection du premier tour de la draft 2014 avec Saint-Louis en échange de la sélection du premier tour de Saint-Louis en 2012, utilisé pour choisir Robert Griffin III.
8. ↑    1. 25 Seattle négocie cette sélection, sa sélection de septième tour (214e) et sa sélection de troisième tour de la draft 2014 avec le Minnesota en échange du wide receiver Percy Harvin.
9. ↑    1. 29 La Nouvelle-Angleterre cède cette sélection au Minnesota en échange de sélections de deuxième (52e), troisième (83e), quatrième (102e) et septième (229e) tour.
10. ↑    1. 30 voir #22 Rams → Falcons
11. ↑    1. 31 voir #18 Cowboys → 49ers

### Joueurs notables sélectionnés dans les tours suivants
| Choix | Équipe                             | Joueur                  | Poste            | Université                              | Notes                                    |
| ----- | ---------------------------------- | ----------------------- | ---------------- | --------------------------------------- | ---------------------------------------- |
| 35    | Eagles de Philadelphie             | Zach Ertz †             | Tight end        | Cardinal de Stanford                    |                                          |
| 36    | Lions de Détroit                   | Darius Slay †           | Cornerback       | Bulldogs de Mississippi State           |                                          |
| 39    | Jets de New York                   | Geno Smith †            | Quarterback      | Mountaineers de la Virginie-Occidentale |                                          |
| 44    | Panthers de la Caroline            | Kawann Short †          | Defensive tackle | Boilermakers de Purdue                  |                                          |
| 48    | Steelers de Pittsburgh             | Le'Veon Bell †          | Running back     | Spartans de Michigan State              |                                          |
| 52    | Patriots de la Nouvelle-Angleterre | Jamie Collins †         | Linebacker       | Golden Eagles de Southern Miss          | échangé avec les Vikings                 |
| 61    | Packers de Green Bay               | Eddie Lacy †            | Running back     | Crimson Tide de l'Alabama               | échangé avec les 49ers                   |
| 63    | Chiefs de Kansas City              | Travis Kelce †          | Tight end        | Bearcats de Cincinnati                  |                                          |
| 65    | Lions de Détroit                   | Larry Warford (en) †    | Offensive guard  | Wildcats du Kentucky                    |                                          |
| 69    | Cardinals de l'Arizona             | Tyrann Mathieu †        | Safety           | Tigers de LSU                           |                                          |
| 75    | Saints de La Nouvelle-Orléans      | Terron Armstead †       | Offensive tackle | Golden Lions d'Arkansas–Pine Bluff (en) |                                          |
| 76    | Chargers de San Diego              | Keenan Allen †          | Wide receiver    | Golden Bears de la Californie           |                                          |
| 85    | Redskins de Washington             | Jordan Reed †           | Tight end        | Gators de la Floride                    |                                          |
| 94    | Ravens de Baltimore                | Brandon Williams (en) † | Defensive tackle | Lions de Missouri Southern (en)         |                                          |
| 109   | Packers de Green Bay               | David Bakhtiari †       | Offensive tackle | Buffaloes du Colorado                   | échangé avec les Saints via les Dolphins |
| 130   | Ravens de Baltimore                | Kyle Juszczyk †         | Fullback         | Crimson de Harvard                      |                                          |
| 159   | Packers de Green Bay               | Micah Hyde †            | Cornerback       | Hawkeyes de l'Iowa                      |                                          |
| 181   | Raiders d'Oakland                  | Latavius Murray †       | Running back     | Knights d'UCF                           | échangé avec les Buccaneers              |
| 203   | Ravens de Baltimore                | Ryan Jensen †           | Centre           | ThunderWolves de CSU-Pueblo (en)        |                                          |
| 218   | Eagles de Philadelphie             | Jordan Poyer †          | Cornerback       | Beavers d'Oregon State                  | échangé avec les Buccaneers              |
| ND    | Ravens de Baltimore                | Brynden Trawick (en) †  | Safety           | Trojans de Troy                         |                                          |
| ND    | Broncos de Denver                  | C. J. Anderson †        | Running back     | Golden Bears de la Californie           |                                          |
| ND    | Texans de Houston                  | A.J. Bouye (en) †       | Cornerback       | Knights d'UCF                           |                                          |
| ND    | Jaguars de Jacksonville            | Jason Myers †           | Kicker           | Red Foxes de Marist (en)                |                                          |
| ND    | Vikings du Minnesota               | Adam Thielen †          | Wide receiver    | Mavericks de Minnesota State (en)       |                                          |
| ND    | Titans du Tennessee                | Jack Doyle †            | Tight end        | Hilltoppers de Western Kentucky         |                                          |